# NGC 803
NGC 803 é uma galáxia espiral (Sc) localizada na direcção da constelação de Aries. Possui uma declinação de +16° 01' 52" e uma ascensão recta de 2 horas, 3 minutos e 44,8 segundos.
A galáxia NGC 803 foi descoberta em 15 de Outubro de 1784 por William Herschel.